# ZIL-135
Le ZIL-135 est un camion militaire russe produit depuis 1959 en URSS par ZIL puis par BAZ (BAZ-135).

## Description
Il sert de véhicule porteur au lance-roquettes multiple BM-27 Uragan ainsi qu'au drone aérien Tupolev Tu-143.